# Genocídio armênio
O genocídio armênio (português brasileiro) ou arménio (português europeu) (em armênio: Հայոց ցեղասպանություն; romaniz.: Hayots tseghaspanoutyoun; em turco: Ermeni Soykırımı), também conhecido como holocausto armênio, massacre armênio e, tradicionalmente, como Մեծ Եղեռն (Medz Yeghern; lit.  "Grande Crime"), foi o extermínio sistemático pelo governo otomano de seus súditos armênios, minoritários dentro de sua pátria histórica, que se encontra no território que constitui a atual República da Turquia. O número total de pessoas mortas como resultado do genocídio é estimado entre 800 mil e 1,8 milhão. O dia 24 de abril de 1915 é convencionalmente considerado a data de início dos massacres, quando as autoridades otomanas perseguiram, prenderam e executaram cerca de 250 intelectuais e líderes comunitários armênios em Constantinopla.
O genocídio foi realizado durante e após a Primeira Guerra Mundial e executado em duas fases: a matança da população masculina sã através de massacres e sujeição de recrutas do exército para o trabalho forçado, seguida pela deportação de mulheres, crianças, idosos e enfermos em marchas da morte que levavam ao deserto sírio. Impulsionada por escoltas militares, os deportados foram privados de comida e água e submetidos a roubos, estupros e massacres periódicos. Outros grupos étnicos nativos cristãos, como os assírios e gregos otomanos, também foram igualmente perseguidos pelo governo otomano, e seu tratamento é considerado por muitos historiadores como parte da mesma política genocida. A maioria das comunidades armênias que surgem após a diáspora deste povo por todo o mundo são um resultado direto do genocídio.
Raphael Lemkin foi expressamente movido pela aniquilação dos armênios ao cunhar a palavra genocídio em 1943 e definir extermínios sistemáticos e premeditados dentro dos parâmetros legais. O genocídio armênio é reconhecido como tendo sido um dos primeiros genocídios modernos, os estudiosos apontam para a forma organizada em que os assassinatos foram realizados a fim de eliminar o povo armênio, e é o segundo caso mais estudado de genocídio após o Holocausto, promovido pela Alemanha nazista durante a Segunda Guerra Mundial. Atualmente este conceito é contestado por autores da segunda metade do século XX, pois o Império nunca teve uma concepção étnica ou colonial de Estado antes do genocídio, ao contrário do colonialismo europeu.
A Turquia, o Estado sucessor do Império Otomano, nega o termo "genocídio" como uma definição exata para os assassinatos em massa de armênios, que começaram sob o domínio otomano em 1915. Nos últimos anos, o governo turco tem enfrentado seguidas reivindicações para reconhecer o episódio como um genocídio. Até o momento, 29 países reconheceram oficialmente os assassinatos em massa como um genocídio, uma visão que é compartilhada pela maioria dos estudiosos e historiadores deste período histórico.

## Antecedentes

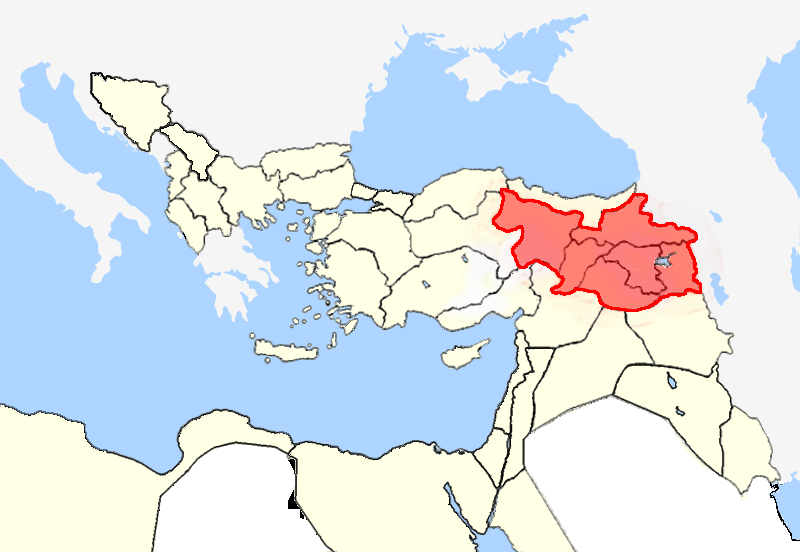
As seis províncias armênias do Império Otomano

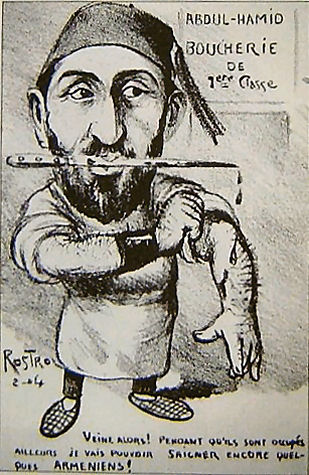
Sultão descrito nesta caricatura como o carniceiro dos armênios

Desde o século XV que os armênios estavam sob o domínio do Império Otomano. Durante esse tempo, a ideia de independência começou a ganhar força entre os armênios. Com isso, o império começou, em 1909, um massacre que matou 20 mil armênios. Além disso, durante a Primeira Guerra Mundial, o Império Otomano estava recrutando soldados para a guerra. Muitas minorias étnicas eram contra o recrutamento, inclusive os próprios armênios. Com isso, em abril de 1915, o governo turco reuniu 250 líderes da comunidade armênia no império, sendo que alguns foram deportados e outros executados. Depois de privar o povo de seus dirigentes, começou a deportação e o massacre dos armênios que habitavam os territórios asiáticos do império.
Embora as reformas de 8 de fevereiro de 1914 não satisfizessem as exigências do povo armênio, pelo menos abriam o caminho para realizar o ideal pelo que havia lutado durante gerações, com sacrifício de inúmeros mártires. "Uma Armênia autônoma dentro das fronteiras do Império Otomano", era o anseio do povo armênio. Um mês mais tarde, em 28 de julho, começava a Primeira Guerra Mundial. Esse conflito resultou-se trágico, pois deu oportunidade ao movimento político dos Jovens Turcos de realizar seu premeditado projeto de aniquilação do povo armênio.
Mewlan Zade Rifat, membro do Comitê União e Progresso, em seu livro Bastidores obscuros da Revolução Turca, disse:
| “ | Em princípios de 1915, em sessão secreta presidida por Talat, o Comitê União e Progresso decide o extermínio dos armênios. Participaram da reunião Talat, Enver, o Dr. Behaeddin Shakir, Kara Kemal, o Dr. Nazim Shavid, Hassan Fehmi e Agha Oghlu Amed. Designou-se uma comissão executora do programa de extermínio integrada pelo Dr. Nazim, o Ministro da Educação Shukri e o Dr. Behaeddin Shakir. Esta comissão resolveu libertar da prisão os 12 000 criminosos que cumpriam diversas condenações e aos quais se encarregava o massacre dos armênios. | ” |

O Dr. Nazim Bei escreveu:
| “ | Se não existissem os armênios, com uma só indicação do Comitê União e Progresso poderíamos colocar a Turquia no caminho requerido. O Comitê decidiu liberar a pátria desta raça maldita e assumir ante a história otomana a responsabilidade que este fato implica. Resolver exterminar todos os armênios residentes na Turquia, sem deixar um só deles vivo; nesse sentido, foram outorgados amplos poderes ao governo. | ” |

### Batalha de Sarecamixe
Em 24 de dezembro de 1914, o Ministro da Guerra Enver Paxá desenvolveu um plano para cercar e destruir o exército Russo do Cáucaso em Sarecamixe, para recuperar territórios perdidos para o Império Russo após a guerra russo-turca de 1877-1878. Forças de Enver Paxá foram encaminhadas à Batalha de Sarecamixe, e foram quase completamente destruídas.
No verão de 1914, unidades voluntárias armênias foram estabelecidas nas forças armadas russas. Como os recrutas armênios-russos já haviam sido enviados para a frente europeia, esta força foi unicamente estabelecida a partir de armênios que não eram russos ou que não foram obrigados a servir. Um representante Otomano, Karekin Bastermadjian (Armen Karo), também foi trazido a esta força. Inicialmente, contava com 20 000 homens, mas foi informado que o seu número aumentou posteriormente. Voltando para Constantinopla, Enver culpou publicamente sua derrota aos armênios da região, por terem lutado ao lado dos russos.

### Batalhões de trabalho
Em 25 de fevereiro de 1915, Enver Paxá enviou uma ordem para que todas as unidades militares armênias nas forças otomanas fossem desmobilizadas, desarmadas e transferidas aos batalhões de trabalho (em turco: Amele taburlari). Enver explicou esta decisão como "por medo de que eles iriam colaborar com os russos". Como tradição, o exército regular otomano, quando composto por não muçulmanos, reunia homens com idade entre 20 e 45 anos. Os soldados não muçulmanos mais jovens (15-20) e mais velhos (45-60) sempre atuavam no apoio logístico, através dos batalhões de trabalho. Antes de fevereiro, alguns dos recrutas armênios foram utilizados como trabalhadores (hamals) sendo, por fim, executados.
A transferência de recrutas armênios do serviço ativo para o setor de logística era um aspecto importante do genocídio subsequente. Conforme relatado em As Memórias de Naim Bei, o extermínio dos armênios nesses batalhões era parte de uma estratégia premeditada em nome do Comitê União e Progresso. Muitos desses recrutas armênios foram executados por grupos turcos locais.

### Eventos em Vã, abril 1915

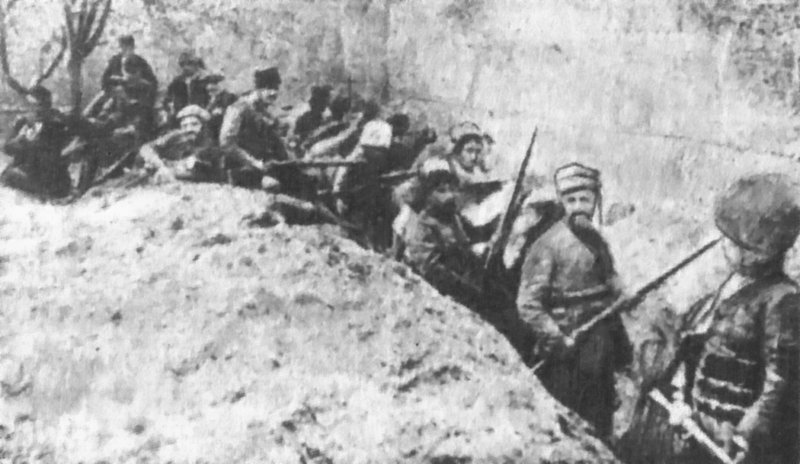
Resistência armênia na cidade de Vã. A Resistência de Vã foi um dos raros casos em que os armênios conseguiram defender-se das forças turcas.

Em 19 de abril de 1915, Jevdet Bei exigiu que a cidade de Vã entregasse de imediato 4 000 soldados, sob o pretexto de recrutamento. No entanto, ficou claro para a população armênia que seu objetivo era massacrar os homens capazes de Vã, de modo a não lhe deixar defensores. Jevdet Bei já havia usado uma ordem oficial por escrito em aldeias próximas, ostensivamente para procurar armas, mas de fato para iniciar massacres. Para ganharem tempo, os armênios ofereceram 500 soldados e dinheiro para isentar o restante do serviço. Jevdet acusou armênios de rebelião e afirmou sua determinação de esmagá-los a qualquer custo, declarando:
| “ | Se os rebeldes dispararem um único tiro, eu vou matar cada cristão homem ou mulher e (apontando para o joelho) todas as crianças, até esta altura. | ” |

Em 20 de abril de 1915, o conflito começou quando uma mulher armênia foi perseguida e dois homens armênios que vieram em seu auxílio foram mortos por soldados otomanos. Os defensores armênios protegeram 30 000 residentes e 15 000 refugiados em uma área de cerca de um quilômetro quadrado do bairro armênio e subúrbio de Aigestan, com 1 500 fuzileiros armados com 300 fuzis, pistolas e 1 000 armas antigas. O conflito durou até que o general russo Nikolai Yudenich viesse resgatá-los.
De Alepo e Vã, relatos semelhantes chegaram ao embaixador estadunidense Henry Morgenthau, levando-o a levantar a questão pessoalmente com Mehmed Talat e Enver Paxá. Ao citar os testemunhos de funcionários de seu consulado, eles justificaram as deportações como necessárias para a condução da guerra, sugerindo que a cumplicidade dos armênios de Vã com as forças russas que haviam tomado a cidade justificou a perseguição a todos os armênios.

### Domingo vermelho
Primeira linha: Krikor Zohrab, Daniel Varoujan, Rupen Zartarian, Ardashes Harutunian e Siamanto
Segunda linha: Ruben Sevak, Dikran Chökürian, Diran Kelekian, Tlgadintsi e Erukhan

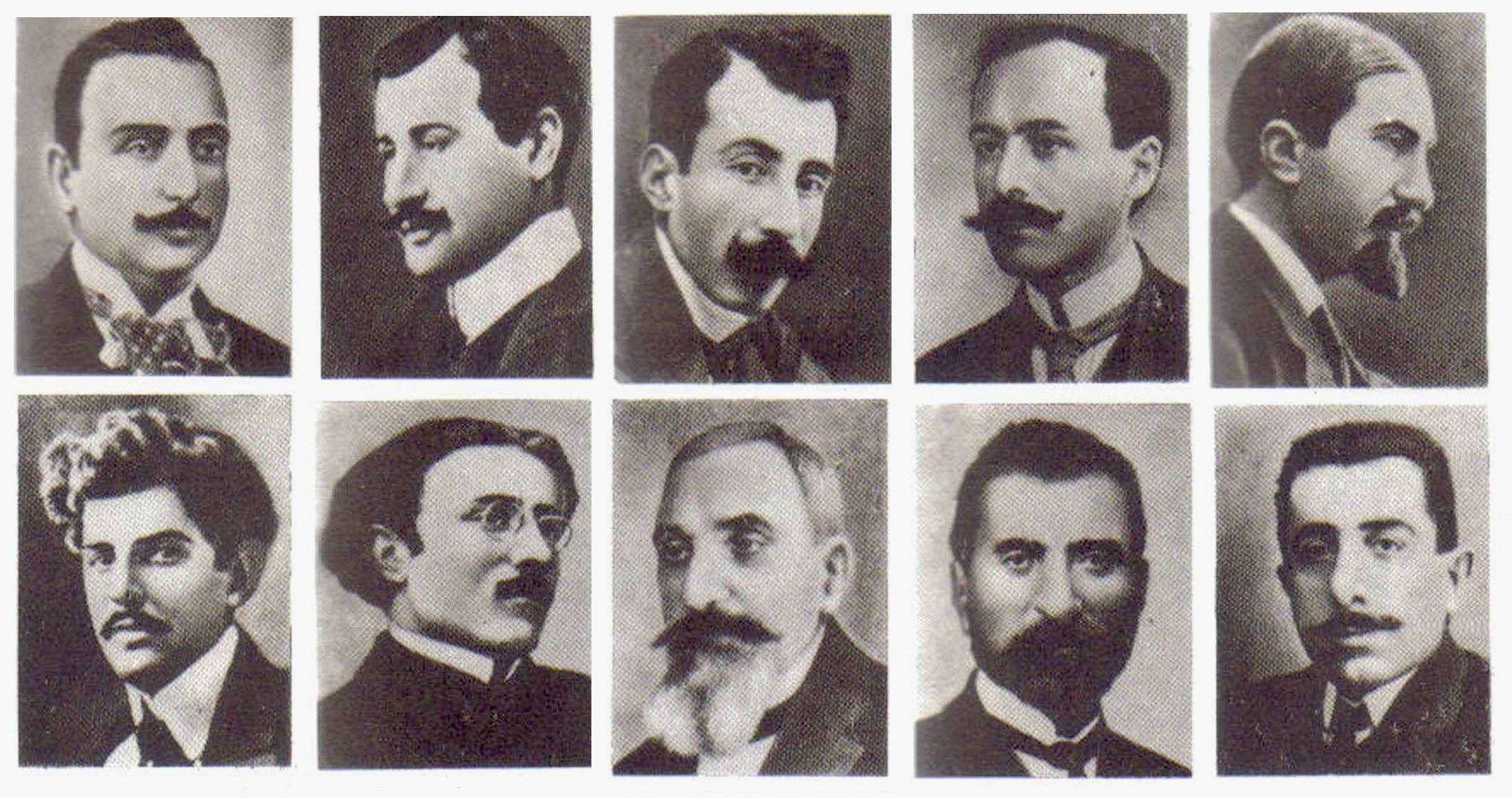
Alguns dos intelectuais armênios assassinados em 24 de abril de 1915Primeira linha:,, Rupen Zartarian, e Segunda linha:,,, Tlgadintsi e Erukhan

Na noite de 24 de abril de 1915 (o Domingo vermelho) foram aprisionados em Constantinopla mais de seiscentos intelectuais, políticos, escritores, religiosos e profissionais armênios, que foram levados à força ao interior do país e selvagemente assassinados.
O Domingo vermelho (em armênio: Կարմիր Կիրակի), foi a noite em que os líderes dos armênios da capital otomana e depois de outros centros foram presos e enviados para dois centros de detenção perto de Ancara, pelo então ministro do Interior Mehmed Talat, com sua ordem, em 24 de abril de 1915. Estes armênios foram posteriormente deportados com a aprovação da Lei Tehcir (sobre confisco e deportação) em 29 de maio de 1915. A data de 24 de abril, Dia da Memória do Genocídio, relembra a deportação dos notáveis armênios da capital otomana, em 1915, como a precursora para os eventos que se seguiram.
Em sua ordem sobre 24 de abril de 1915, Talat alegou que os comitês armênios "há muito tempo perseguem autonomia administrativa e este desejo é exibido uma vez mais, em termos inequívocos, com a inclusão dos armênios russos que assumiram uma posição contra nós, com o Comitê Daschnak e nas regiões de Zeitum, Bitlisse, Sivas e Vã, de acordo com as decisões já tomadas no Congresso armênio em Erzurum". Em 1914, as autoridades otomanas já tinham começado a propaganda (desinformação) para mostrar os armênios que viviam no Império Otomano como uma ameaça à segurança. Um oficial naval do Ministério da Guerra descreveu o planejamento:
| “ | Para justificar este crime enorme, o material de propaganda requisitado foi cuidadosamente preparado em Constantinopla. (ele incluiu declarações como) "os armênios estão em conluio com o inimigo. Eles vão lançar um levante em Istambul, matar o Comitê de líderes da União e Progresso e terão sucesso na abertura do estreito (dos Dardanelos)". | ” |

Na noite de 24 de abril de 1915, o governo otomano prendeu cerca de 250 intelectuais armênios e líderes comunitários. Esta data coincidiu com desembarques de tropas aliadas em Galípoli, após as infrutíferas tentativas aliadas de romper o cerco a Dardanelos para Constantinopla, em fevereiro e março de 1915.

## Genocídio

Mapa dos locais de massacres e campos de extermínio e deportação no território otomano

O extermínio da população armênia foi executado de várias formas:

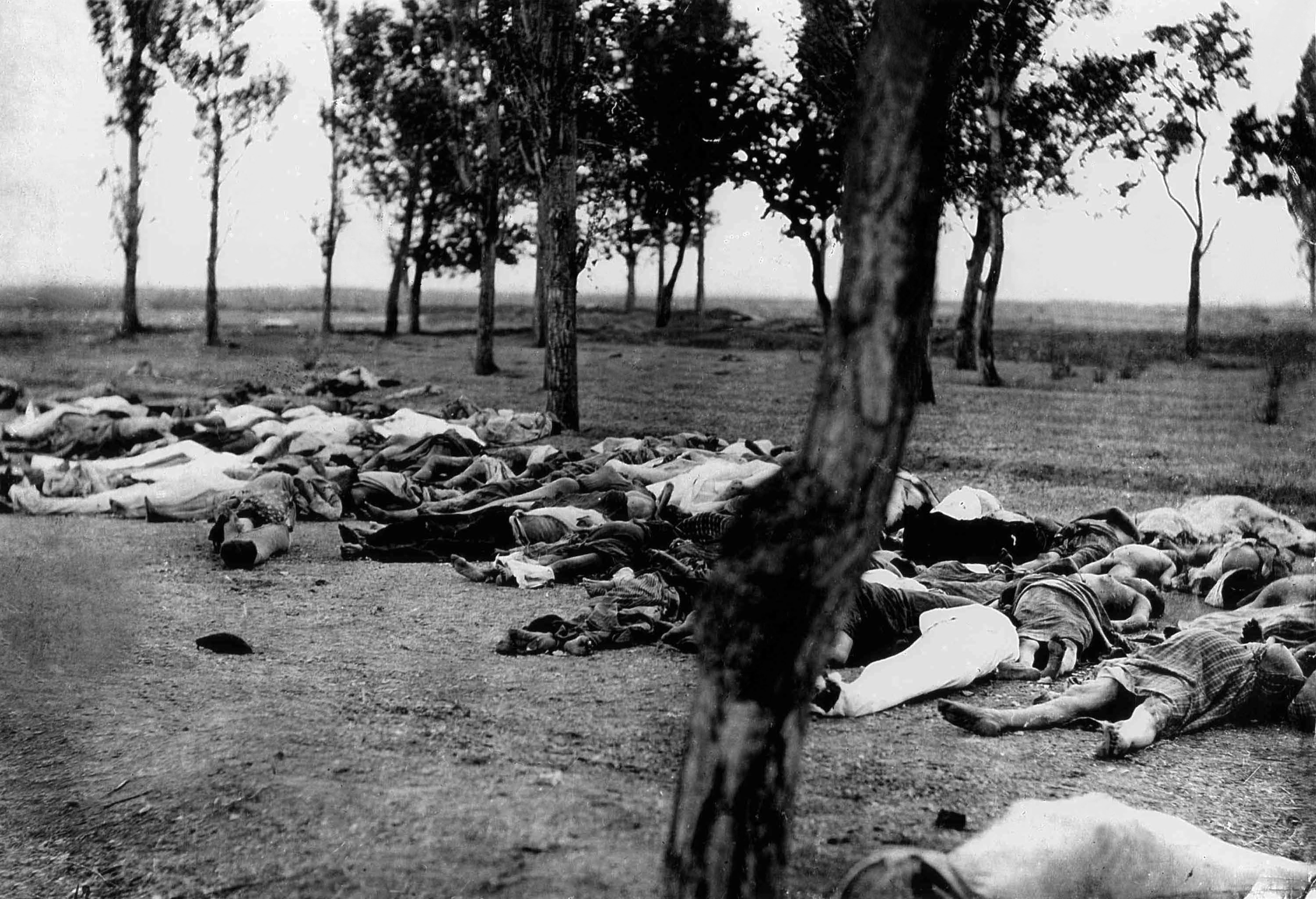
Cadáveres de armênios ao lado de uma estrada, uma visão comum ao longo das rotas de deportação

### Incêndios
O membro do Nili, Eitan Belkind, infiltrou-se no exército otomano como um oficial e foi designado para o quartel general de Kemal Paxá. Ele alega ter testemunhado a queima de 5 000 armênios.
O tenente Hasan Maruf, do exército otomano, descreve como os habitantes de uma aldeia foram reunidos e depois queimados. O depoimento de 12 páginas de Wehib Paxá, comandante do Terceiro Exército, datado de 5 de dezembro de 1918, foi apresentado nos julgamentos de Trebizonda (29 de março de 1919) incluiu-se na acusação, relatando a queima em massa da população inteira de uma aldeia perto de Muxe. Em Bitlisse, Muxe e Sassom, "o método mais rápido para a eliminação das mulheres e crianças que concentravam-se nos vários campos foi o de queimá-las". E também que "prisioneiros turcos que aparentemente tinham presenciado algumas dessas cenas ficaram horrorizados e enlouquecidos com a lembrança desta visão. Russos afirmaram que, vários dias depois, o odor da carne humana queimada ainda impregnava o ar".

### Afogamentos
Oscar S. Heizer, o cônsul estadunidense em Trebizonda, relatou: "Muitas crianças foram colocadas em barcos, levadas e jogadas ao mar". O cônsul italiano de Trebizonda, em 1915, Giacomo Gorrini, escreve: "Vi milhares de mulheres e crianças inocentes colocadas em barcos emborcados no Mar Negro". Os julgamentos de Trebizonda relataram que armênios podem ter sido afogados no mar Negro.
Philip Hoffman, encarregado de negócios estadunidense em Constantinopla, escreve: "barcos de carga enviados de Der Zor descendo o rio (Eufrates) chegavam a Anah (Iraque), a 30 milhas de distância, com três quintos dos passageiros desaparecidos".

### Uso de agentes químicos e biológicos
O psiquiatra Robert Jay Lifton escreve em um parêntese ao introduzir os crimes de médicos nazistas: "talvez os médicos turcos, em sua participação no genocídio contra os armênios, foram os que mais se aproximam disto, como vou sugerir mais tarde".
Overdose de morfina
Durante os julgamentos na corte marcial em Trebizonda, a partir das sessões realizadas entre 26 de março e 17 de maio de 1919, o inspetor dos serviços de saúde Dr. Fuad Ziya escreveu em um relatório que o Dr. Saib causou a morte de crianças com injeções de morfina. A informação teria sido fornecida por dois médicos (Drs. Ragib e Vehib), colegas de Saib no hospital Crescente Vermelho de Trebizonda, onde essas atrocidades alegadamente teriam sido cometidas.
Gás tóxico
O Dr. Ziya Fuad e o Dr. Adnan, diretores de serviços da saúde pública de Trebizonda, apresentaram relatos de casos em que dois prédios escolares foram usados para organizar crianças, enviá-las para o mezanino e matá-las com equipamentos de gás tóxico.
Inoculação de tifo
O cirurgião otomano, Dr. Haydar Cemal escreveu: "na ordem do escritório central de saneamento do Terceiro Exército, em janeiro de 1916, quando a propagação do tifo era um problema agudo, armênios inocentes previstos para deportação em Erzinjane foram inoculados com sangue de pacientes com febre tifoide, sem que este sangue fosse tornado inativo". Jeremy Hugh Baron escreveu: "Os médicos foram diretamente envolvidos nos massacres, envenenando bebês e fornecendo atestados de óbito falsos indicando morte por causas naturais para crianças. Nazim, irmão adotivo do Dr. Tevfik Rüştü Aras, inspetor geral dos serviços de saúde, organizou a disposição de cadáveres armênios com milhares de quilos de cal durante mais de seis meses; ele tornou-se secretário de Relações Exteriores de 1925 a 1938".

### Deportações
Em maio de 1915, Mehmed Talat pediu ao gabinete e ao grão-vizir Said Halim Paxá a implementação de medidas para a remoção (e liquidação) de armênios para outros lugares devido a declarações de Mehmed Talat: "motins armênios e massacres, que tinham surgido em inúmeros lugares do país". No entanto, Talat referia-se especificamente ao evento da Resistência de Vã e estendendo a implementação para regiões em que alegados "motins e massacres" afetariam a segurança da zona de guerra da campanha do Cáucaso. Mais tarde, o âmbito da imigração foi alargado de modo a incluir os armênios de outros vilaietes (províncias).
Em 29 de maio de 1915, o Comitê União e Progresso aprovou a Lei temporária de deportação (Lei Tehcir), dando ao governo e militares otomanos autorização para deportar aqueles vistos como uma ameaça à segurança nacional. A Lei Tehcir trouxe algumas medidas relativas à propriedade dos deportados, mas em setembro uma nova lei foi proposta. Por meio da "Lei sobre propriedades e bens abandonados por deportados" (também conhecida como a "lei temporária sobre expropriação e confisco"), o governo otomano tomou posse de todos as propriedades e bens armênios "abandonados".
O parlamentar otomano, Ahmed Riza, protestou contra essa legislação:
| “ | É ilegal designar os ativos armênios como "bens abandonados". Os proprietários, não abandonaram suas propriedades voluntariamente, eram forçosamente retirados de seus domicílios e exilados. Agora, o governo através de seus esforços está vendendo seus bens […] Se somos um regime constitucional funcionando de acordo com uma lei constitucional, não podemos fazer isso. Isto é atroz. Pegue meu braço, expulse-me de minha aldeia e, em seguida, venda meus bens e propriedades. Tal coisa nunca pode ser permitida. Nem a consciência dos otomanos nem a lei poderá permitir que seja. | ” |

Em 13 de setembro de 1915, o parlamento otomano aprovou a "Lei temporária de expropriação e confisco", afirmando que todos os bens, incluindo terras, gado e casas pertencentes aos armênios, seriam confiscados pelas autoridades.
Com a implementação da Lei Tehcir, o confisco de bens e o massacre de armênios que se seguiu à sua promulgação indignaram grande parte do mundo ocidental. Enquanto os aliados do Império Otomano na guerra ofereceram pouca resistência, uma riqueza de documentos históricos alemães e austríacos atestam o horror das testemunhas nos assassinatos e fome em massa de armênios.
Nos Estados Unidos, o jornal The New York Times relatou quase diariamente sobre o assassinato em massa do povo armênio, descrevendo o processo como "sistemático", "autorizado" e "organizado pelo governo". Mais tarde, Theodore Roosevelt caracterizou este como "o maior crime da guerra".
O historiador Hans-Lukas Kieser afirma que, a partir das declarações de Talat Paxá é claro que os funcionários estavam cientes de que a ordem de deportação foi genocida. Outro historiador, Taner Akçam, afirma que telegramas mostram que a coordenação geral do genocídio foi tomada por Mehmed Talat.

### Marchas da morte

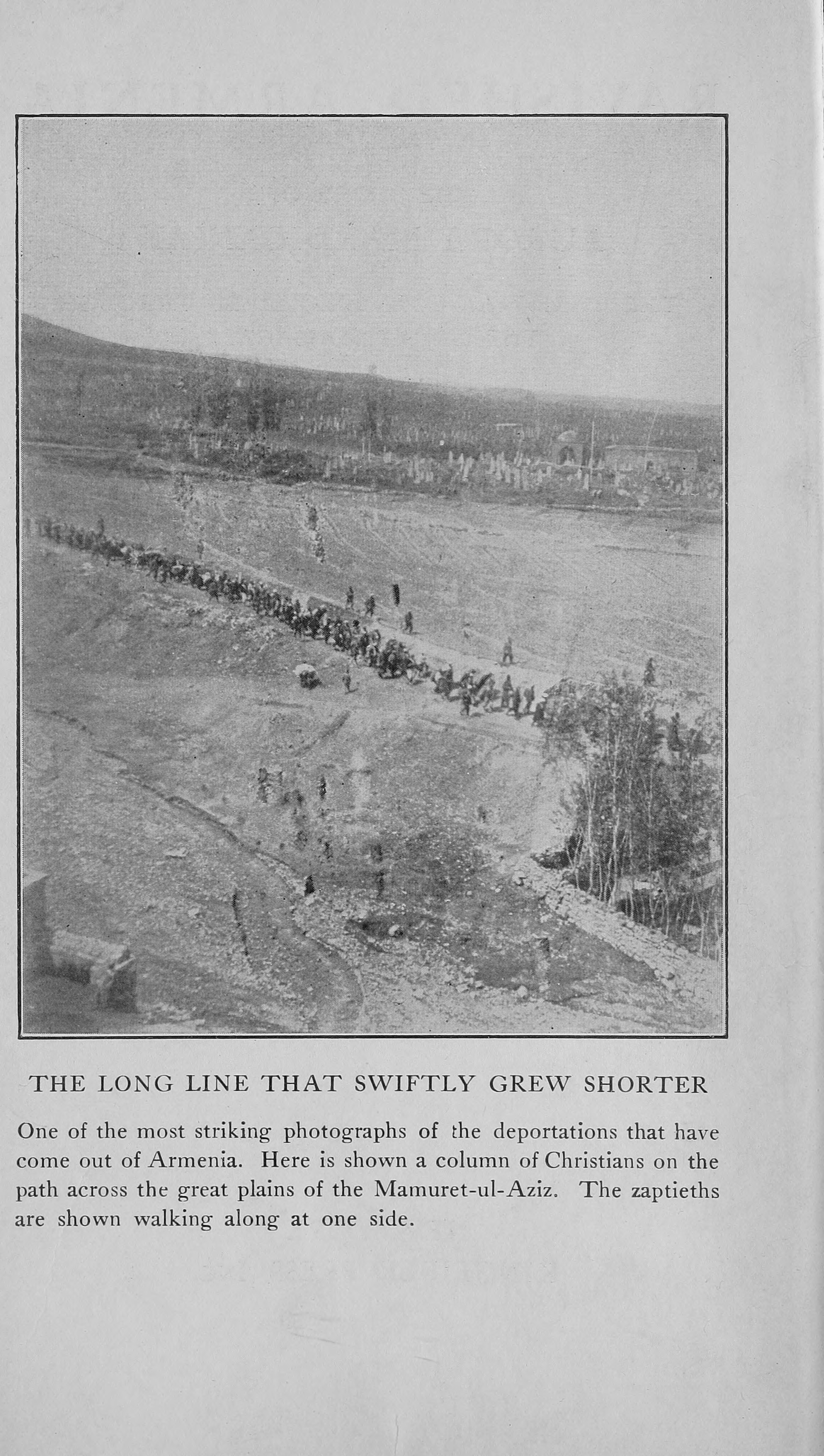
Coluna de deportados armênios guardada por gendarmes no Vilaiete de Carpute

Os armênios foram levados para a cidade síria de Deir ez-Zor e para o deserto em redor. Evidências sugerem que o governo otomano não forneceu quaisquer instalações ou suprimentos para sustentar os armênios durante a sua deportação, nem quando eles chegaram. Em agosto de 1915, o New York Times repetiu um relatório que reportava que "nas estradas e no Eufrates estão espalhados os cadáveres dos exilados, e os que sobrevivem estão condenados a uma morte certa. É um plano para exterminar todo o povo armênio". Os massacres priorizavam a elite, muito embora, ao final do genocídio, a maior parte da comunidade armênia foi afetada.
Tropas otomanas escoltando os armênios não só permitiram roubos, estupros e assassinatos dos últimos, como muitas vezes participaram elas próprias destes atos. Privados de seus pertences e marchando para o deserto, centenas de milhares de armênios morreram.
| “ | Naturalmente, a taxa de mortalidade por fome e doença foi muito alta e aumentou com o tratamento brutal das autoridades, cuja relação para com os exilados, conduzindo-os para o deserto, não é oposta à de mercadores de escravos. Com poucas exceções, nenhum abrigo de qualquer tipo foi fornecido e as pessoas provenientes de um clima frio são deixadas sob o sol escaldante do deserto, sem comida e água. Alívio temporário só pode ser obtido por poucos capazes de subornar funcionários. | ” |

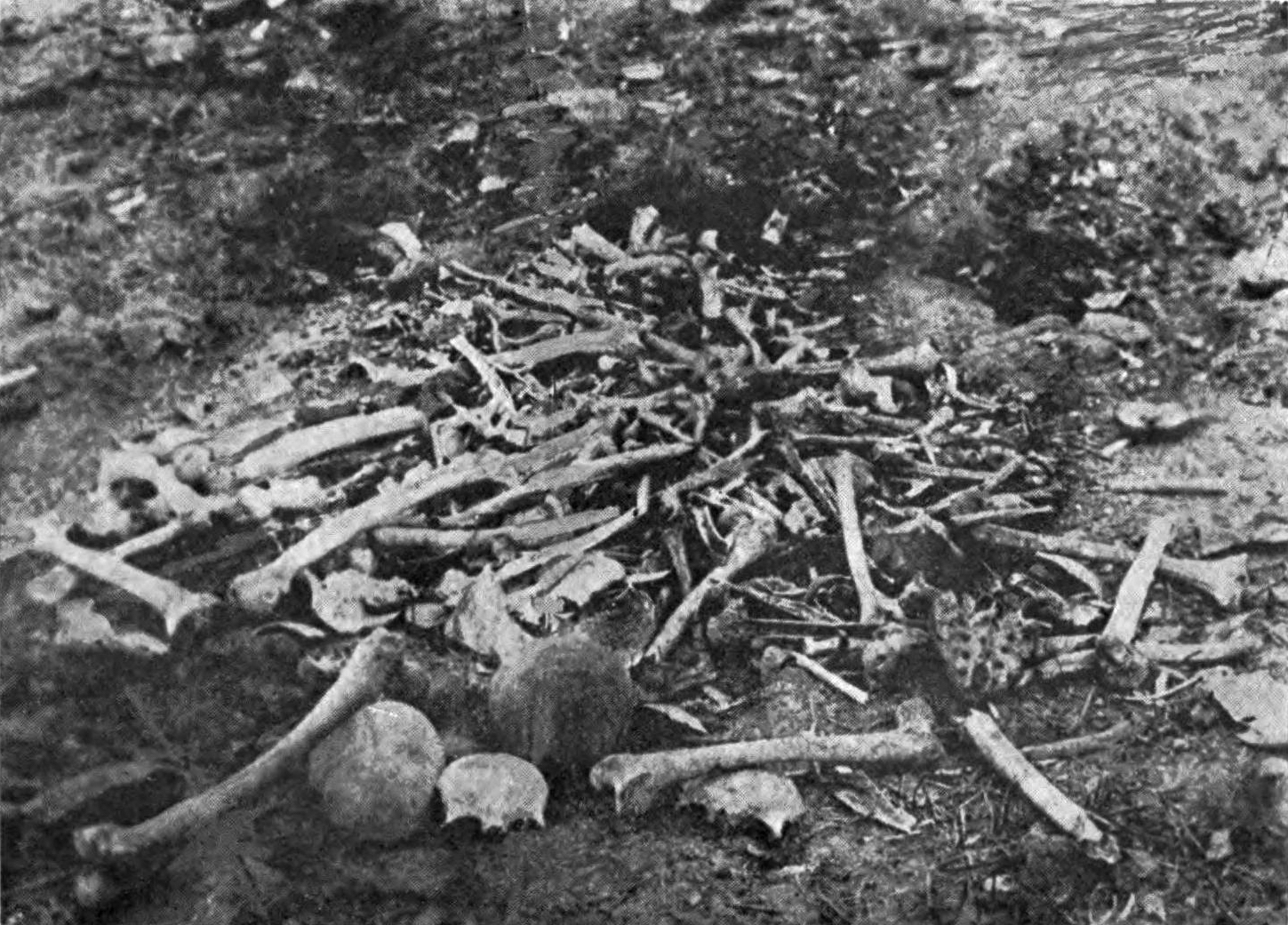
Restos de armênios massacrados em Erzinjane.

Da mesma forma, o major-general Friedrich Kreß von Kressenstein observou que "a política turca de causar a fome é uma prova muito óbvia […] de que a Turquia está decidida a destruir os armênios".
Engenheiros alemães e trabalhadores envolvidos na construção de ferrovias também testemunharam armênios sendo amontoados em vagões de gado e enviados ao longo da linha férrea. Franz Gunther, um representante do Deutsche Bank, que financiou a construção da ferrovia de Bagdá, enviou fotografias para seus diretores e expressou sua frustração por ter de permanecer em silêncio em meio à "crueldade bestial". O major-general Otto von Lossow, atuando como adido militar e plenipotenciário militar alemão no Império Otomano, falou sobre as intenções dos otomanos, numa conferência realizada em Batumi em 1918:
| “ | Os turcos iniciaram o extermínio total dos armênios na Transcaucásia […] O objetivo da política turca é, como já se reiterou, a tomada de posse dos bairros armênios e o extermínio dos mesmos. O governo Talat quer destruir todos os armênios, não apenas na Turquia, mas também fora dela. Na base de todos os relatórios e notícias que vêm a mim aqui em Tiflis lá dificilmente pode haver qualquer dúvida de que os turcos estão sistematicamente visando o extermínio das poucas centenas de milhares de armênios que foram deixados vivos até agora. | ” |

### Campos de extermínio
Acredita-se que 25 grandes campos de extermínio existiram, sob o comando de Şükrü Kaya, um dos maiores colaboradores de Mehmed Talat. A maioria dos campos situavam-se perto das modernas fronteiras entre Turquia, Síria e Iraque. Alguns foram apenas campos de trânsito temporários. Outros, como Radjo, Katma, e Azaz, podem ter sido usados apenas temporariamente, para valas comuns; estes sítios foram revogados por volta do outono de 1915. Alguns autores também afirmam que os campos de Lale, Tefridje, Dipsi, Del-El, e al-'Ayn Ra foram construídos especificamente para aqueles que tinham uma expectativa de vida de alguns dias.

## Reações

### Reações otomanas
Em 1919, o sultão Mehmed VI ordenou que as cortes marciais julgassem membros do Comitê União e Progresso por sua responsabilidade em envolver o Império Otomano na Primeira Guerra Mundial. A questão armênia foi usada como uma ferramenta para punir os líderes do Comitê. Mais tarde, a maior parte dos documentos gerados nesses tribunais foram usados para estudos internacionais.
Em janeiro de 1919, um relatório ao sultão Mehmed VI acusou mais de 130 suspeitos, a maioria dos quais eram altos funcionários. O tribunal militar descobriu que o desejo do Comitê União e Progresso era eliminar os armênios fisicamente, através da chamada organização especial. O pronunciamento de 1919:
| “ | Levando em consideração os crimes acima mencionados, o tribunal marcial declara, por unanimidade, a culpabilidade, como principais autores destes crimes os fugitivos: Mehmed Talat, ex-grão-vizir, Enver Paxá, ex-ministro da Guerra, desertores do Exército Imperial, Ahmed Djemal, o ex-ministro da Marinha, também desertor do Exército Imperial, o Dr. Nazim Efendi, ex-ministro da Educação, membros do Conselho Geral do Comitê União e Progresso […] a Corte Marcial pronuncia, em acordo com as referidas prescrições da Lei a pena de morte contra Talat, Enver, Cemal, e Dr. Nazim. | ” |

O termo Três Paxás refere-se ao triunvirato que fugiu do Império Otomano no final da Primeira Guerra Mundial (Mehmed Talat, İsmail Enver e Ahmed Djemal). Nos Julgamentos de Constantinopla, em 1919, eles foram condenados à revelia, recebendo sentenças de morte. A Corte Marcial da Turquia de 1919-1920 desmantelou oficialmente o Comitê União e Progresso, confiscou seus bens, e os bens das pessoas consideradas culpadas. Pelo menos dois dos três foram posteriormente assassinados por armênios durante a punitiva Operação Nêmesis.
De acordo com o ex-governador da província de Alepo Mehmet Celal Bei, o então governador de Cônia, explicou-lhe a situação e disse:
| “ | Sangue fluindo em vez de água no rio, e milhares de inocentes, crianças, idosos, mulheres indefesas e jovens fortes estavam caminhando para a morte neste fluxo de sangue. | ” |

Halil Kut, tio de Ísmael Enver escreveu em suas memórias:
| “ | A nação armênia, da qual eu tinha tentado aniquilar o último membro, porque ela tentou apagar o meu país da história enquanto prisioneiros do inimigo nos dias mais terríveis e dolorosos da minha pátria, a nação armênia, que eu procuro restaurar sua paz e luxo, porque hoje ela refugia-se sob a força da nação turca. Se você permanecer fiel à pátria turca, eu vou fazer-lhe todo o bem que eu puder. Se estiver ligado aos absurdos comitajis (rebeldes antiotomanos) novamente, e tentar trair a o povo e a pátria turcas, vou pedir a minhas forças que cerquem todo o seu país e eu não vou deixar nem mesmo um único armênio respirando por toda a terra. Tenha isto em mente. | ” |

Em 1919, Ahmet Refik escreveu: "os unionistas (Comitê União e Progresso) queriam remover o problema dos seis vilaietes (províncias) armênios com a aniquilação armênia", em sua obra intitulada Iki Iki Komite Kıtal.
Em uma sessão secreta da Assembleia Nacional, realizada em 17 de outubro de 1920, Hasan Fehmi Bei, deputado de Bursa, disse:
| “ | Como você sabe, a questão da deportação foi um evento que fez o mundo protestar e fez todos nós sermos considerados assassinos. Nós sabíamos, antes de termos feito isso, que o mundo cristão não toleraria isso e que iria dirigir sua fúria contra nós. Por que imputar o título de assassina a nossa raça? Por que entramos em luta decisiva e tão difícil? Isso foi feito apenas para garantir o futuro de nosso país que nós conhecemos como mais precioso e sagrado do que nossas vidas. | ” |

### Pérsia
Devido ao fraco governo central e incapacidade de Teerã para proteger seu território, nenhuma resistência foi oferecida por seus soldados, em sua maioria islâmicos. Após a retirada dos russos do extremo noroeste da Pérsia, tropas turcas invadiram a cidade de Salmas, torturam e massacraram os habitantes armênios cristãos da forma mais cruel possível.

### Tríplice Aliança
Integrantes da Tríplice Aliança também testemunharam o genocídio. A missão diplomática alemã no início de 1915 foi liderada Hans von Wangenheim (após a sua morte em 1915, sucedido por Paul Wolff Metternich). Como Henry Morgenthau Sr, von Wangenheim começou a receber muitas mensagens perturbadoras de funcionários consulares de todo o Império Otomano que detalhavam o massacre de armênios. Da província de Adana, o cônsul Eugene Buge informou que o chefe Comitê União e Progresso havia jurado matar qualquer armênio que sobrevivesse as marchas de deportação. Em junho de 1915, von Wangenheim enviou um telegrama a Berlim informando que Talat tinha admitido que as deportações não "eram realizadas apenas por considerações militares". Um mês depois, ele chegou à conclusão de que há "já não havia dúvida de que a Sublime Porta (governo otomano) estava tentando exterminar a raça armênia no Império Turco".
Quando Wolff-Metternich sucedeu von Wangenheim, continuou enviando mensagens semelhantes: "O Comitê exige a extirpação dos últimos remanescentes dos armênios e o governo deve ceder […] Um representante Comitê é designado para cada uma das administrações provinciais […] turquificação significa licença para expulsar, matar ou destruir tudo o que não é turco".
Max Erwin von Scheubner-Richter, documentou vários massacres de armênios. Ele enviou 15 relatórios sobre "deportações e assassinatos em massa" para a chancelaria alemã. Seu relatório final observou que menos de 100 000 armênios foram deixados vivos no Império Otomano: o resto tendo sido exterminados (em alemão: ausgerottet). Scheubner-Richter também detalhou os métodos do governo otomano, observando seu uso da Organização Especial e outros instrumentos burocratizados de genocídio.
Os alemães também testemunharam a forma como armênios foram queimados. Segundo a historiadora britânica, Bat Ye'or:
| “ | Os alemães, aliados dos turcos na Primeira Guerra Mundial […] viram como as populações civis foram fechadas em igrejas e queimadas, ou reunidas em massa em campos, torturadas até a morte, e reduzidas a cinzas. | ” |

Oficiais alemães estacionados no leste da Turquia contestaram a afirmação do governo de que os armênios iniciaram revoltas, sugerindo que as áreas foram "tranquilas até o início das deportações".
Outros apoiaram abertamente a política otomana contra os armênios. Como Hans Humann, o adido naval alemão em Constantinopla disse ao embaixador dos EUA, Henry Morgenthau Sr.:
| “ | Eu vivi na Turquia a maior parte da minha vida […] conheço os armênios. Eu também sei que tanto armênios e turcos não podem viver juntos neste país. Uma dessas raças tem que ir. E eu não culpo os turcos pelo que estão fazendo com os armênios. Eu acho que eles estão inteiramente justificadas. A nação mais fraca deve sucumbir. Os armênios que desejam desmembrar a Turquia, que são contra os turcos e alemães nesta guerra, não tem o direito de existir aqui. | ” |

Em uma conferência de genocídio realizado em 2001, o professor Wolfgang Wippermann da Universidade Livre de Berlim apresentou documentos que comprovam que o alto comando alemão estava ciente dos assassinatos em massa na época, mas preferiu não interferir ou falar. Fotografias sugerem que alemães participaram do assassinato em massa e algumas das testemunhas alemãs do holocausto armênio desempenhariam papel no regime nazista. Konstantin von Neurath, por exemplo, foi designado ao IV Exército turco em 1915, com instruções para monitorar "operações" contra os armênios, que mais tarde tornou-se ministro das Relações Exteriores de Hitler e "Protetor da Boêmia e Morávia" durante o regime de terror de Reinhard Heydrich na Tchecoslováquia.
Num discurso, para tranquilizar seus oficiais sobre as consequências da invasão da Polônia proferido poucos dias antes, em 22 de Agosto de 1939, Adolf Hitler declarou:
| “ | Quem fala, ainda hoje, sobre o extermínio dos armênios? | ” |

### Tríplice Entente
Em 24 de maio de 1915, a Tríplice Entente advertiu o Império Otomano que:
| “ | Tendo em conta estes novos crimes da Turquia contra a humanidade e a civilização, os governos aliados anunciam publicamente a Sublime Porta que irá responsabilizar pessoalmente por esses crimes todos os membros da governo otomano, bem como seus agentes implicados em tais massacres. | ” |

A cidade de Alepo caiu nas mãos dos britânicos e foram encontrados muitos documentos que confirmavam que o extermínio dos armênios teria sido organizado pelos turcos. Um destes documentos é um telegrama circular dirigido a todos os governadores:
| “ | À Prefeitura de Alepo: Já foi comunicado que o governo decidiu exterminar totalmente os armênios habitantes da Turquia. Os que se opuserem a esta ordem não poderão pertencer então à administração. Sem considerações pelas mulheres, as crianças e os enfermos, por mais trágicos que possam ser os meios de extermínio, sem executar os sentimentos da consequência, é necessário por fim à sua existência. 13 de setembro de 1915. | ” |

### Ajuda humanitária

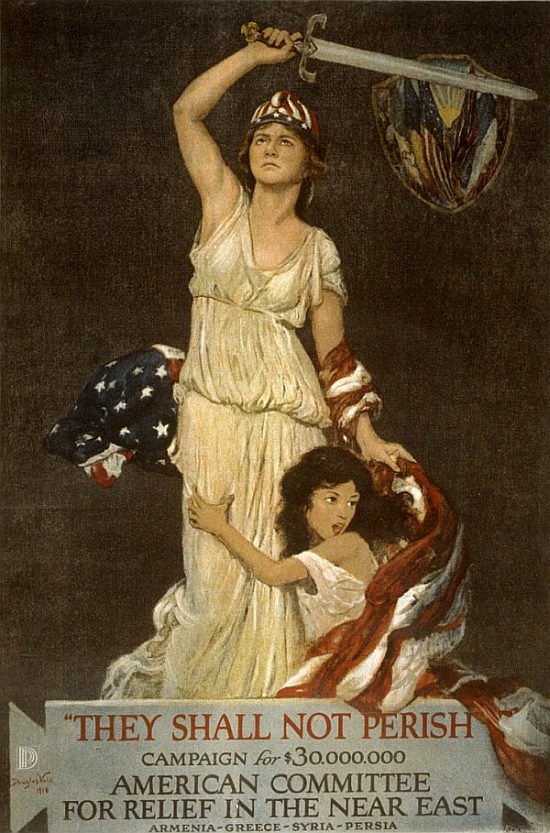
Cartaz do Comitê de Socorro para o Oriente Médio. A contribuição dos Estados Unidos aos armênios, durante o genocídio, foi significativa

A Fundação Oriente Médio foi criada em 1915, logo após as deportações, cujo principal objetivo era o de aliviar o sofrimento do povo armênio. Henry Morgenthau Sr foi essencial para reunir apoio para a organização. Entre 1915 e 1930, a ajuda humanitária foi distribuída através de amplas áreas geográficas.
Eventualmente, a fundação, ultrapassou mais de 10 vezes a estimativa de ajuda inicial, e auxiliou aproximadamente 2 milhões de refugiados. Em seu primeiro ano, a fundação cuidou de 132 000 crianças órfãs armênias de Tiflis, Erevã, Constantinopla, Sivas, Beirute, Damasco e Jerusalém. A organização de ajuda para os refugiados no Oriente Médio angariou mais de 102 milhões de dólares em doações para armênios durante e depois da guerra.
Em 1905, a enfermeira e missionária norueguesa Bodil Biørn foi enviada para a Armênia. Primeiro com sede na cidade de Mezereque (atual Elaze) e mais tarde em Muxe, ela trabalhou para auxiliar as viúvas e crianças órfãs, em cooperação com missionários alemães. Ela testemunhou os massacres de 1915 em Muxe e viu a maioria das crianças sob seus cuidados assassinadas juntamente com sacerdotes armênios, professores e assistentes.
Ela escapou por pouco depois de 9 dias a cavalo, mas permaneceu na região por mais 2 anos, sob condições de trabalho cada vez mais difíceis. Depois de um período em casa, retornou para a Armênia até aposentar-se em 1935. Trabalhou para refugiados armênios na Síria e no Líbano. Bodil Biørn foi também fotógrafa e suas fotografias estão preservadas no Arquivo Nacional da Noruega. Seus álbuns fotográficos com comentários escritos, são um testemunho forte das atrocidades que viu.
E também outros apoios atuais como os da banda estadunidense System Of A Down. Seus integrantes, que são de ascendência armênia, buscam conscientizar e sensibilizar a opinião pública, fazendo referências ao genocídio nas letras de suas músicas. Em 2006, a banda participou do documentário sobre genocídios, intitulado Screamers, da diretora Carla Garapedian.

### Julgamentos internacionais
Após o armistício de Mudros, a conferência de paz preliminar em Paris estabeleceu a "Comissão de responsabilidades e sanções", (janeiro de 1919) que foi presidida pelo secretário de Estado dos Estados Unidos. Baseado no trabalho da comissão, vários artigos foram adicionados ao Tratado de Sèvres, e que o governo interino do Império Otomano, o sultão Mehmed VI e Damat Ferid Paşa, fossem convocados ao julgamento. O Tratado de Sèvres (agosto de 1920) planejou um julgamento para determinar os responsáveis pelos "métodos bárbaros e ilegítimos de guerra […] (incluindo) crimes contra as leis e costumes da guerra e os princípios da humanidade". O artigo 230 do Tratado de Sèvres requeria que o Império Otomano "entregasse para as Forças Aliadas as pessoas cuja entrega pode ser exigida por este último como responsável pelos massacres cometidos durante a vigência do estado de guerra em território que formava parte do Império Otomano em 1 de agosto de 1914".
Vários políticos, generais, e intelectuais otomanos foram transferidos para Malta, onde foram mantidos por cerca de três anos, enquanto pesquisas eram feitas nos arquivos de Constantinopla, Londres, Paris e Washington para investigar suas ações. No entanto, as tentativas do tribunal de Malta para cumprir as exigências do Tratado de Sèvres nunca concretizaram-se e os detidos foram finalmente devolvidos em troca de cidadãos britânicos detidos pela Turquia kemalista.

#### Julgamento de Soghomon Tehlirian
Em 15 de março de 1921, Mehmed Talat foi assassinado em Charlotemburgo (Berlim, Alemanha), em plena luz do dia e na presença de muitas testemunhas. A morte de Talat era parte da "operação Nêmesis", codinome da Federação Revolucionária Armênia para a operação secreta na década de 1920 para matar os mentores do genocídio armênio.

A julgamento do assassino, Soghomon Tehlirian, teve uma influência importante sobre Raphael Lemkin, um advogado de ascendência judaica-polonesa que fez campanha na Liga das Nações para proibir o que ele chamou de "barbárie" e "vandalismo". O termo "genocídio", criado em 1943, foi cunhado por Lemkin, que foi diretamente influenciado pelos massacres de armênios durante a Primeira Guerra Mundial.

### Testemunhos
| “ | Em geral, as caravanas de armênios deportados não chegavam muito longe. À medida que avançavam, seu número diminuía com consequência da ação dos fuzis, dos sabres, da fome e do esgotamento […] Os mais repulsivos instintos animais eram despertados nos soldados por essas desgraçadas criaturas. Torturavam e matavam. Se alguns chegavam a Mesopotâmia, eram abandonados sem defesa, sem víveres, em lugares pantanosos do deserto: o calor, a umidade e as enfermidades acabavam, sem dúvida, com a vida deles. | ” |

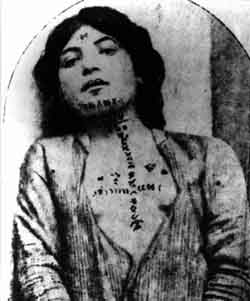
Mulher armênia exposta para venda como escrava, em fotografia publicada pelo jornal The New York Times de 29 de setembro de 1915 (ver: escravidão branca)

Uma viajante alemã escutou o seguinte de uma armênia, em uma das estações do padecimento de um grupo de montanheses armênios:
| “ | Por que não nos matam logo? De dia não temos água e nossos filhos choram de sede; e pela noite os maometanos vêm a nossos leitos e roubam roupas nossas, violam nossas filhas e mulheres. Quando já não podemos mais caminhar, os soldados nos espancam. Para não serem violentadas, as mulheres se lançam à água, muitas abraçando a crianças de peito. | ” |

O governo cometeria ainda outra vileza: a maioria dos jovens armênios mobilizados ao começar a guerra não foram enviados à frente, mas integraram brigadas para construção de caminhos. Ao terminar o trabalho todos eles foram fuzilados por soldados turcos.
Jacques de Morgan assim se refere às deportações, aos massacres e aos sofrimentos padecidos pelos armênios:
| “ | Não há no mundo um idioma tão rico, tão colorido, que possa descrever os horrores armênios, para expressar os padecimentos físicos e morais de tão inocentes mártires. Os sobreviventes dos terríveis massacres, todos testemunhas da morte seus entes queridos, foram concentrados em determinados lugares e submetidos a torturas indescritíveis e a humilhações que os faziam preferir a morte. | ” |

A diplomata Gertrude Bell, apresentou o seguinte relatório após ouvir o relato de um soldado otomano capturado:
| “ | O batalhão deixou Alepo em 3 de fevereiro e chegou a Ras al-Ain em 12 horas […] aproximadamente 12 000 armênios foram concentrados sob a tutela de algumas centenas de curdos […] Estes curdos eram chamados de "policiais" mas eram, na realidade, meros carniceiros; bandos deles foram publicamente ordenados a tomar grupos de armênios, de ambos os sexos, para destinos diversos, mas tinham instruções secretas para matar os homens, crianças e mulheres […] Um desses "policiais" confessou ter matado sozinho 100 homens armênios […] as cisternas vazias do deserto e cavernas também foram preenchidas com cadáveres […] | ” |

O povo armênio não desapareceu quando estava nos desertos da Mesopotâmia: as mães armênias ensinavam a ler aos seus filhos desenhando as letras do alfabeto armênio na areia.

## Consequências

### Perdas culturais

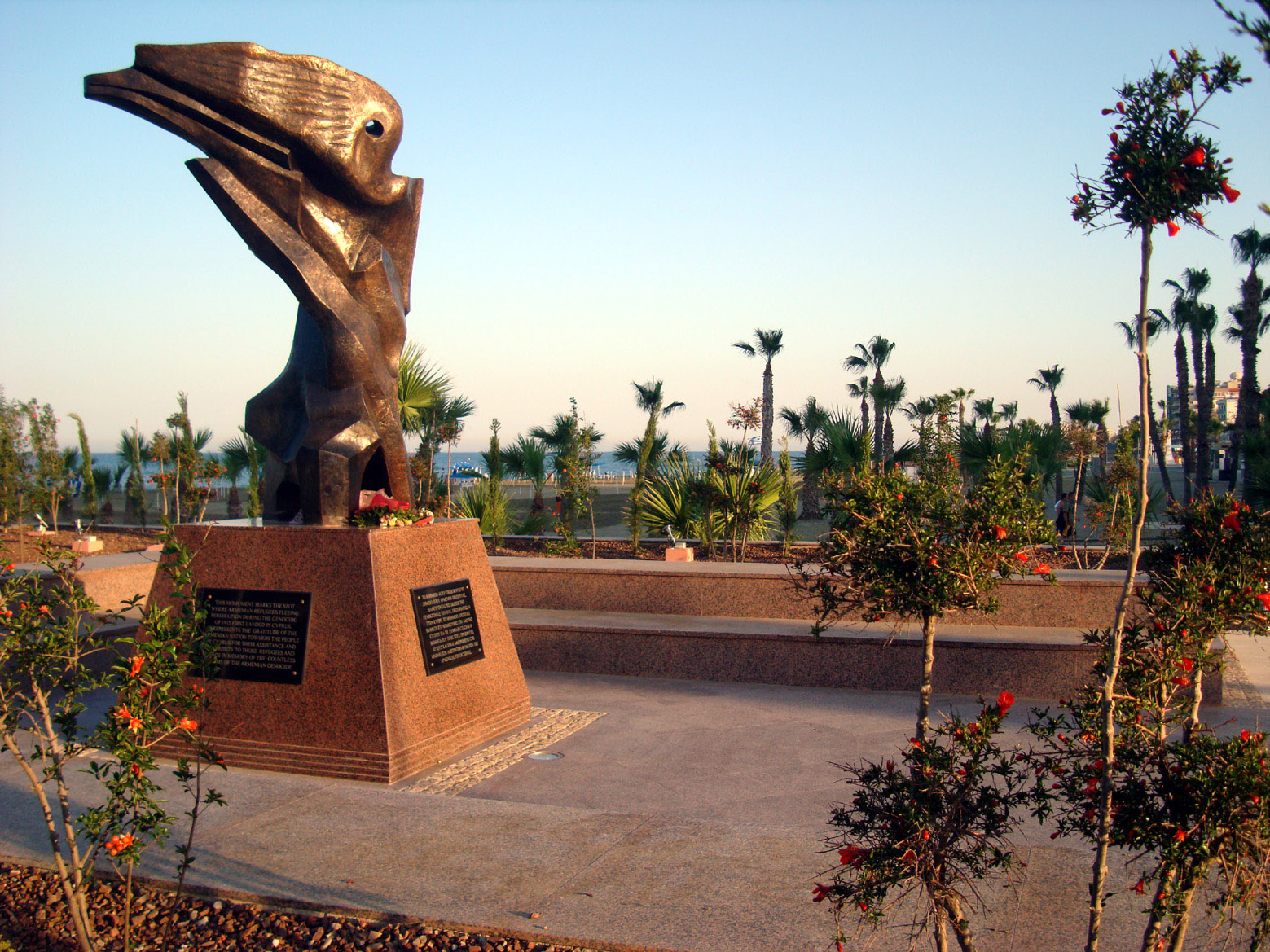
Monumento comemorativo em Lárnaca, Chipre, um dos primeiros países a reconhecer o genocídio

A destruição premeditada de objetos do patrimônio cultural, religioso, histórico e comunitário armênio foi mais um objetivo genocídio em si e da campanha de negação pós-genocídio. Igrejas armênias e mosteiros foram destruídos ou transformados em mesquitas, cemitérios armênios foram destruídos, e, em várias cidades (como Vã), bairros armênios foram demolidos. Cidades inteiras, foram devastadas e repovoadas pelos otomanos, como Erzurum.
Além das mortes, os armênios perderam suas propriedade e bens, sem compensação. empresas e fazendas foram perdidas, e todas as escolas, igrejas, hospitais, orfanatos, conventos, e cemitérios tornaram-se propriedade do Estado turco. Em janeiro de 1916, o Ministro Otomano do Comércio e Agricultura emitiu um decreto ordenando a todas as instituições financeiras que operavam dentro das fronteiras do império para entregar os ativos armênios ao governo. Há registros de que, tanto quanto £6 000 000 de ouro turco foram apreendidos junto com bens imóveis, dinheiro, depósitos bancários e joias. Os ativos foram então canalizados para os bancos europeus, incluindo Deutsche Bank e Dresdner Bank. Após o fim da Primeira Guerra Mundial, os sobreviventes do genocídio tentaram retornar e recuperar seus antigos lares e bens, mas foram expulsos pelo governo de Ancara.

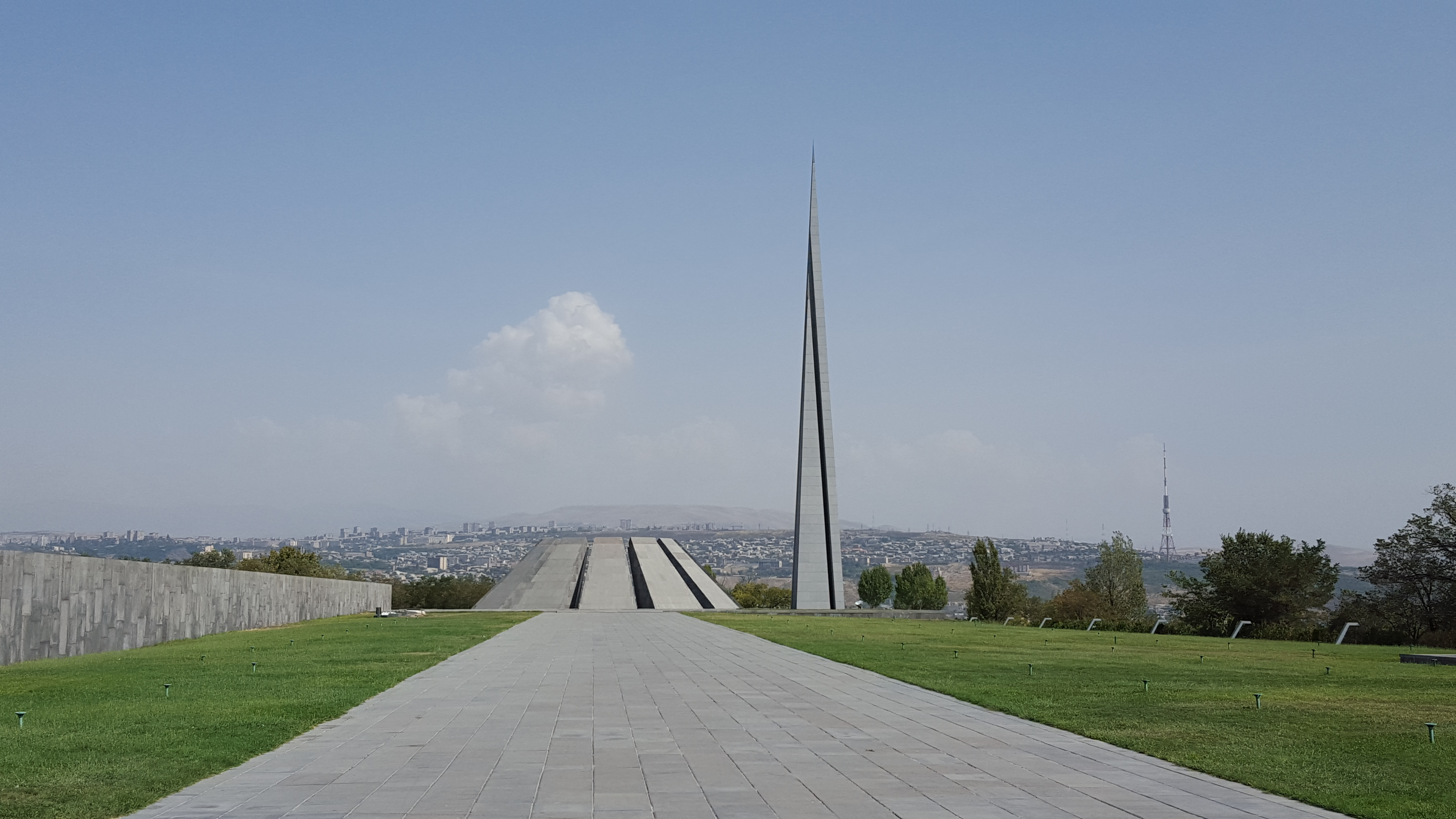
Tsitsernakaberd, um memorial dedicado às vítimas do genocídio construído em Erevã, na Armênia

Em 1914, o patriarca Armênio de Constantinopla apresentou uma lista dos locais sagrados armênios sob sua supervisão. A lista continha 2 549 lugares religiosos, dos quais 200 eram mosteiros, enquanto 1 600 foram igrejas. Em 1974, a UNESCO declarou que, após 1923, de 913 monumentos históricos deixados armênios na Turquia oriental, 464 desapareceram completamente, 252 estão em ruínas, e 197 estão em necessidade de restauração. Atualmente, a população cristã armênia do país se encontra apenas na capital, com três mil assentamentos confiscados no genocídio.

### Perdas humanas
Acredita-se que cerca de 1,5 milhão de armênios foram mortos durante o genocídio. Dentre eles, vários morreram assassinados por tropas turcas, em campos de concentração, queimados, enforcados e até mesmo jogados amarrados ao rio Eufrates, mas a maior parte dos armênios morreu por inanição, ou seja, falta de água e alimento.
Os sobreviventes do genocídio saíram do Império Otomano e instalaram-se em diversos países. Esse fato é chamado de diáspora armênia. É estimado que a diáspora armênia contou com mais de oito milhões de armênios. O número de armênios no Brasil, conforme estimativas, chega a 25 mil, sendo em sua maioria em São Paulo.

## Controvérsia

Países que reconhecem oficialmente os eventos como genocídio.
Países onde certos partidos políticos, províncias e/ou municípios reconheceram os eventos como genocídio, independentemente do governo como um todo.
Países que negam explicitamente que houve um genocídio armênio.

### Negação e revisionismo
A Turquia atualmente não reconhece o genocídio armênio e condiciona sua política externa prioritariamente sob este princípio. Ela diz que os armênios passaram por uma terrível mortalidade e que na verdade agiu para defender a soberania nacional. A Turquia também alega que o número de mortes é exagerado. Ela diz que estudos demográficos dizem que antes da Primeira Guerra Mundial, viviam menos de 1,5 milhão de armênios em todo o Império Otomano. Conforme os historiadores, mais de 1,5 milhão de armênios foram mortos na Armênia Oriental. Por isso a Turquia acredita ser exagerado o número de armênios mortos. O governo turco foi acusado de usar fakes de internet para importunar parlamentares alemães que se pronunciaram contra o genocídio em 2016.

### Reconhecimento do genocídio
Em 24 de maio de 1915, durante a Primeira Guerra Mundial, as potências aliadas (Reino Unido, França e Império Russo) emitiram um comunicado conjunto no qual disseram que, por aproximadamente um mês, as populações curda e turca da Armênia tinham massacrado os armênios, com conivência e muitas vezes ajuda das autoridades otomanas, e que as Forças Aliadas iriam procurar por todos os oficiais do governo otomano implicados em tais crimes contra a humanidade.
| “ | "O Ministério das Relações Exteriores da França faz o seguintes aviso prévio ao governo turco. Citação. 24 de maio Por cerca de um mês, as populações de curdos e turcos da Armênia têm massacrado os armênios com a conivência e muitas vezes ajuda de autoridades otomanas. Esses massacres ocorreram em meados de abril em Erzerum, Derchune, Eine/Acne, Bitlisse, Muxe, Sassom, Zeitum e ao longo da Cilícia. Habitantes de cerca de cem aldeias perto de Vã foram todos assassinados. Nesta cidade, o bairro armênio foi assediado por curdos. Ao mesmo tempo, em Constantinopla, o governo otomano maltrata a inofensiva população armênia. Tendo em conta estes novos crimes contra a humanidade e civilização pela Turquia, os governos aliados anunciam publicamente que irão cobrar pessoalmente por todos responsáveis por estes crimes do governo otomano e todos que estão implicados em tais massacres. | ” |

Nos últimos anos, os parlamentos de vários países reconheceram formalmente o evento como um genocídio. As negociações da Turquia com a União Europeia para entrar no bloco europeu também foram marcadas por várias reivindicações para que o governo turco reconheça o genocídio, embora isto nunca tenha sido pré-requisito.
Em outubro de 2015, 29 países reconheciam oficialmente o genocídio armênioː
 Alemanha
 Argentina
 Armênia
 Áustria
 Bélgica
 Bolívia
 Brasil
 Bulgária
 Canadá
 Chile
 Chipre
 Eslováquia
 Estados Unidos
 França
 Grécia
 Itália
 Líbano
 Lituânia
 Luxemburgo
 Países Baixos
 Paraguai
 Polónia
 Chéquia
 Rússia
 Síria
 Suécia
 Suíça 
 Uruguai
 Vaticano
 Venezuela
Existem também organizações internacionais que reconhecem o genocídio armênio, como o Conselho Mundial das Igrejas, Conselho da Europa, Parlamento do Mercosul, Sub-Comissão das Nações Unidas para a Prevenção da Discriminação e Proteção das Minorias e o Parlamento Europeu. Em 12 de abril de 2015, o Papa Francisco classificou pela primeira vez, pela Igreja Católica, o fato como genocídio. Em 23 de abril do mesmo ano, a Alemanha reconheceu, pela primeira vez, que teve corresponsabilidade no genocídio armênio cometido há um século pelo Império Otomano. Nos Estados Unidos, em 2019, o Congresso reconheceu o massacre de armênios na primeira grande guerra como genocídio. Dois anos depois, o presidente Joe Biden em uma nota oficial, se tornou o primeiro presidente dos Estados Unidos a igualmente reconhecer o genocídio perpetrado pelos turcos otomanos um século antes.